# Albiorix gertschi
Espèce
Albiorix gertschi est une espèce de pseudoscorpions de la famille des Ideoroncidae.

## Distribution
Cette espèce est endémique des États-Unis. Elle se rencontre en Utah, au Nevada et en Arizona.

## Description
Les mâles mesurent de 2,06 à 2,32 mm et les femelles de 1,94 à 2,29 mm.

## Étymologie
Cette espèce est nommée en l'honneur de Willis John Gertsch.

## Publication originale
- Harvey & Muchmore, 2013 : The systematics of the pseudoscorpion family Ideoroncidae (Pseudoscorpiones: Neobisioidea) in the New World. Journal of Arachnology, vol. 41, no 3, p. 229-290 (texte intégral).